# Bafo de Onça Júnior
João Bafo de Onça Júnior, mais conhecido como B.J (em Portugal: Pete Junior, mais conhecido por P.J) é um personagem dos quadrinhos e desenhos animados de Walt Disney. B.J. surgiu em 1942, no filme de animação feito por Walt Disney, Bellboy Donald. Em 1992, B.J. vira um bonzinho e também se torna melhor amigo de Max na série de TV animada A Turma do Pateta.
B.J. também participa no filme spin-off (Pateta - O Filme) (1995), e em sua sequência Pateta 2 - Radicalmente Pateta (2000), que foi sua última aparição em forma animada.
Apesar de ser filho do Bafo de Onça, tem uma boa alma e está sempre se dando bem com Max e Pateta, afastando de vez dos planos maléficos de seu pai.

## Nomes em outros idiomas
- Alemão: KJ
- Chinês: 皮杰
- Dinamarquês: Per junior
- Finlandês: PP
- Francês: Péji
- Holandês: Borrie
- Inglês: PJ
- Norueguês: Pelle
- Polonês: Pajda
- Russo: Пиджей
- Sérvio: Даки
- Sueco: PJ